# The Art of Control
The Art of Control è l'ottavo album in studio del musicista britannico Peter Frampton, pubblicato nel 1982.

## Tracce
Tutte le tracce sono state scritte da Peter Frampton e Mark Goldenberg.

Side 1
1. I Read the News – 4:00
2. Sleepwalk – 4:35
3. Save Me – 3:46
4. Back to Eden – 4:46

Side 2
1. An Eye for an Eye – 3:50
2. Don't Think About Me – 3:42
3. Heart in the Fire – 4:27
4. Here Comes Caroline – 3:40
5. Barbara's Vacation – 3:16